# Kandang Besi
Kandang Besi is een bestuurslaag in het regentschap Tanggamus van de provincie Lampung, Indonesië. Kandang Besi telt 3884 inwoners (volkstelling 2010).